# Lupe del Río
Lupe del Río, nacida el 18 de julio de 1977 en Bilbao, Vizcaya, es una actriz española.

## Formación
Licenciada en Ciencias Empresariales y con dos másteres en marketing y periodismo. Lupe del Río ha vivido en diferentes lugares, como Irlanda, Suecia, EE. UU. o Italia donde ha tenido
la suerte de estudiar con maestros como Antonio Fava en Commedia Dell'Arte. Allí trabaja la técnica, la improvisación y el Canovacci de la Commedia y estudia la máscara, los personajes de Pantalone, Dottore, Enamorados, Zanni, Capitanes y sus principales variantes. 
Ya en Madrid, se ha formado con grandes de la escena como José Carlos Plaza, Tamzin Townsend o Macarena Pombo entre otros profesionales y compañeros actores que «han tenido la generosidad de compartir sus conocimientos», como dice ella misma. Además, también ha cursado dos años de Arte Dramático en ARTEBI, la escuela de música, artes escénicas y visuales de Bilbao y otros dos años en la escuela ARTE 4, estudio de actores de Madrid.

## Trayectoria profesional

### Teatro
Tras siete años de trabajos en la empresa, debuta en el teatro en 2008 con Nana de Eder Regera y a continuación le siguen diversas obras del dramaturgo ruso Chéjov, como Pedida de mano, Personalidad enigmática o El Oso. Además, también participa en otros clásicos como Cuento de Navidad de Charles Dickens en el Teatro infanta Isabel de Madrid. En 2011, se incorpora a la compañía de teatro Trece Gatos, con la que estrena Irene o el Tesoro de Antonio Buero Vallejo.
Ese mismo año, funda su propia compañía, Lacequia Teatro y participa en el Tercer Festival de Teatro Íntimo con la obra Hembra Hambre de Hombres.

### Cine
A partir de 2008, Lupe del Río participa en varios cortometrajes tanto en papeles protagonistas como de reparto. El primero de ellos fue Giro sin retorno de Oier Bolumburu y en 2011 ha participado en Besos, Katy de Moving Pictures, Despistes de Espasia Producciones y "Mudanza" de Santiago D. Risco y Daniel Martos Alexandre.

### Televisión
Las apariciones de Lupe del Río en televisión se centran en el año 2008. Durante esa temporada, fue presentadora y reportera en informativos y magazines como complemento al Máster en Periodismo Multimedia que cursó ese mismo año. Además, también participó en la serie El comisario representando el papel de un personaje episódico.

### Otros trabajos
Lupe del Río ha locutado un buen número de documentales, reportajes y producciones de ficción. Desde el papel de Bruja en Yo escapé de la isla del Diablo de William Witney, hasta personajes de la serie Dexter para Cuatro y Fox, pasando por las locuciones en los reportajes En portada de RTVE.
Su experiencia empresarial se compone de 4 años en el centro tecnológico Labein del grupo TECNALIA, 1 año en el departamento de marketing de la asesoría a la gestión tributaria GESMUNPAL y 6 meses en el departamento de comunicación de Veralia, audiovisual del grupo VOCENTO.